# Die Traumdeutung

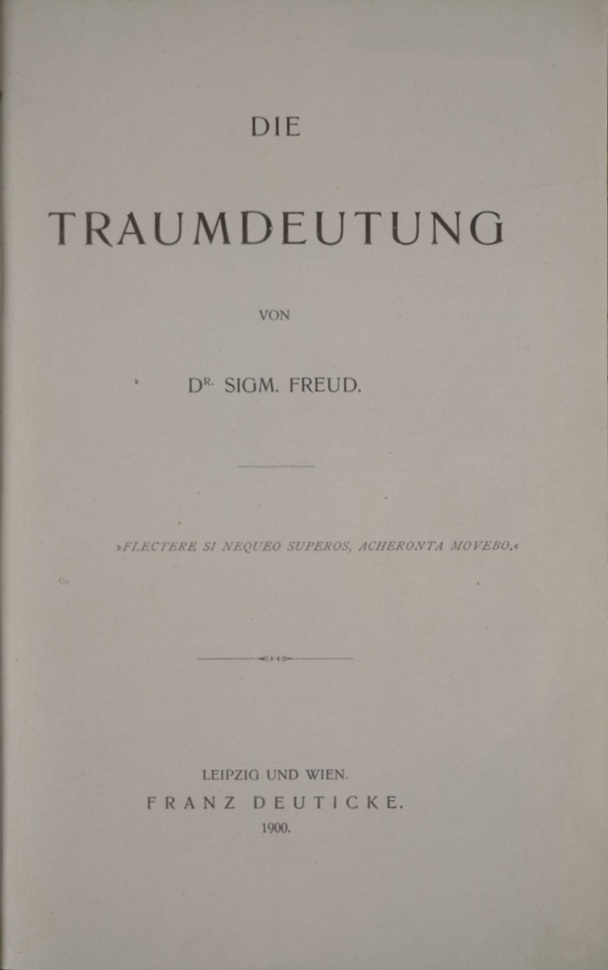
Umschlag der Erstausgabe

In Die Traumdeutung stellte der österreichische Arzt Sigmund Freud eine neuartige Traumtheorie vor, die den Zusammenhang zwischen Träumen und persönlicher Lebensgeschichte in den Vordergrund rückt. Die Erstausgabe erschien am 4. November 1899 und wurde auf das Jahr 1900 vordatiert. Die Traumdeutung gehört zu den meistgelesenen und einflussreichsten Büchern des 20. Jahrhunderts.
Freuds Traumdeutung gilt als grundlegendes Werk der Psychoanalyse. Freud betrachtet den Traum als den Wächter oder Hüter des Schlafes, insofern durch ihn schlafstörende Regungen in Form einer halluzinatorischen Wunscherfüllung beseitigt werden. In unseren Träumen manifestieren sich Freud zufolge verdrängte aktuelle sowie aus der Kindheit stammende Wünsche, die durch die Trauminhalte in entstellter Form als erfüllt dargestellt werden, weshalb die Traumdeutung auch die Via regia [lat.: der Königsweg] zur Kenntnis des Unbewussten im Seelenleben sei.

## Inhalt
Die Traumdeutung führt die grundlegenden Elemente von Freuds Psychoanalyse zum ersten Mal zusammen: das Unbewusste, die Verdrängung, den Ödipuskonflikt, die Bewusstmachung unbewusster Konflikte als therapeutische Methode und das Modell des sogenannten psychischen Apparats. Träume haben nach Freud eine Bedeutung, die sich analytisch erschließen lässt. Im Traum streben inakzeptable Wünsche, die regelmäßig mit infantilen Wünschen in Verbindung stehen, nach Erfüllung. Da deren direkte Erfüllung für den Träumer unangenehm wäre und so den Schlaf stören könnte, werden die Wünsche in einer entstellten Weise als erfüllt dargestellt; die Entstellung ist das Resultat eines Kompromisses zwischen den zu erfüllenden Wünschen einerseits und der widerstrebenden Tendenz in der Psyche des Träumers (im Buch auch „Zensur“ genannt) andererseits. Die Analyse von Träumen ermöglicht es, unbewusste Wünsche sowie eigenes Widerstreben gegen selbige bewusst zu machen, genauso wie die infantilen Wurzeln der eigenen Psyche. Freud vertritt im Text die These, dass Wünsche nie verschwinden, sondern zeitlebens wirksam bleiben, allerdings der Erinnerung entzogen werden können. Im letzten Abschnitt des Buches entwickelt Freud erstmals ein Modell des psychischen Apparats, eines psychischen Systems, das er im Nervensystem existierend annimmt, dessen Teile er aber nicht mit anatomischen Teilen verbunden denkt.

## Aufbau
Die Traumdeutung gliedert sich in acht Abschnitte.
- Im ersten Abschnitt gibt Freud eine Übersicht über die bisherige Forschung zum Thema Traumdeutung.
- Der zweite Abschnitt handelt von der Analyse als Methode der Traumdeutung. Hier wird anhand des Beispiels eines eigenen Traums von Freud, in dem es um die falsche Behandlung einer Patientin mit dem Namen Irma durch einen Kollegen geht, gezeigt, wie die aus Schuld- und Rachegefühlen entstandenen Wünsche Freuds, der Irma im wirklichen Leben erfolglos behandelt hatte und unter der kritischen Haltung eines Kollegen gelitten hatte, in seinem Traum Erfüllung finden.
- Im dritten Abschnitt erläutert Freud anhand von Beispielen seine These von Träumen als Wunscherfüllungen.
- Im vierten Abschnitt wird die Traumentstellung erläutert. Freud beginnt den Abschnitt damit, dass die These, wonach Träume Wunscherfüllungen seien, auf den entschiedensten Widerstand treffen muss, da die meisten Träume nicht als solche erkennbar seien, allen voran Angstträume. Freud erläutert, dass die These so zu verstehen sei, dass der erinnerte Traum (manifester Traum) in die sogenannten Traumgedanken (latenter Traum) übersetzbar sei, wenn man seine Methode anwendet, die er im zweiten Abschnitt erläutert hat. Der Traum sei also eine entstellte Wunscherfüllung.
- Der fünfte Abschnitt widmet sich dem Traummaterial und den Traumquellen. Hier wird einerseits diskutiert, welche psychischen Inhalte in den Traum gelangen, wobei Freud bemerkt, dass scheinbar sowohl indifferente Eindrücke als auch alte Erinnerungen häufig zum Stoff von Träumen werden. Außerdem wird diskutiert, was einen Traum auslösen kann, wobei somatische Ursachen und aus der Kindheit stammende Wünsche eine besondere Berücksichtigung erfahren. In diesem Abschnitt wird bei der Diskussion der typischen Träume erstmals die Theorie des Ödipuskomplexes entwickelt.
- Im sechsten Abschnitt geht es um die Traumarbeit, also diejenigen Prozesse, die aus den durch Wünsche mit psychischer Kraft versehenen Traumgedanken durch Umarbeitung erst den erlebten (Kapitel A bis H) und schlussendlich den erinnerten Traum (Kapitel I) produzieren. Diese Traumarbeit finde unter dem Druck der sogenannten psychischen Zensur statt, was zur Entstellung führt. Die Mechanismen der Traumarbeit, welche der erlebten Traum produziert, sind die Verdichtung (Zusammenfassung mehrerer Gedanken oder Teile von Gedanken in einem einzelnen Wahrnehmungselement), Verschiebung (Verwendung von Wahrnehmungsinhalten, die mit dem Ausgangsgedanken in einer oberflächlichen Assoziation stehen), Rücksicht auf Darstellbarkeit (Umformulierung der Traumgedanken in eine leichter als Wahrnehmungsinhalt darzustellenden Form) und die Verwendung von Symbolen. In diesem Abschnitt setzt sich Freud u. a. mit der Frage auseinander, ob die Traumarbeit rechnen könne, und er stellt die These auf, dass im Traum laut Ausgesprochenes und Gehörtes (also nicht nur Gedachtes) fast immer von Gehörtem abstamme (er liefert auch ein Gegenbeispiel). Als letzten Prozess erläutert Freud abschließend die sekundäre Bearbeitung, womit der Prozess der gedanklichen Reaktion durch das schlafende Ich auf den durch die obigen Prozesse hergestellten, bewusst geträumten Traum gemeint ist. Dieser Prozess versucht die auftauchenden Trauminhalte in einen logisch verständlichen Zusammenhang zu bringen. Je intensiver er verläuft, desto eher nähert sich der Traum einer zusammenhängenden Geschichte an und wird dadurch auch der Erinnerung zugänglicher.
- Im siebten Abschnitt führt Freud, auf G. Th. Fechners Konzept der „psychischen Lokalität“ rekurrierend, mit folgenden Worten das Konzept des psychischen Apparats ein: „Wir wollen ganz beiseite lassen, daß der seelische Apparat, um den es sich hier handelt, uns auch als anatomisches Präparat bekannt ist, und wollen der Versuchung sorgfältig aus dem Wege gehen, die psychische Lokalität etwa anatomisch zu bestimmen. Wir bleiben auf psychologischem Boden und gedenken nur der Aufforderung zu folgen, daß wir uns das Instrument, welches den Seelenleistungen dient, vorstellen wie etwa ein zusammengesetztes Mikroskop, einen photographischen Apparat u. dgl. Die psychische Lokalität entspricht dann einem Orte innerhalb eines Apparats, an dem eine der Vorstufen des Bildes zustande kommt. Beim Mikroskop und Fernrohr sind dies bekanntlich zum Teil ideelle Örtlichkeiten, Gegenden, in denen kein greifbarer Bestandteil des Apparats gelegen ist. Für die Unvollkommenheiten dieser und aller ähnlichen Bilder Entschuldigung zu erbitten, halte ich für überflüssig. Diese Gleichnisse sollen uns nur bei einem Versuch unterstützen, der es unternimmt, uns die Komplikation der psychischen Leistung verständlich zu machen, indem wir diese Leistung zerlegen, und die Einzelleistung den einzelnen Bestandteilen des Apparats zuweisen.“[9] Freud entwickelt daraufhin, unter Bezugnahme auf die in den vorhergehenden Abschnitten psychologisch erläuterten Traumprozesse, ein erstes Modell des psychischen Apparates und bietet zugleich eine erneute Erläuterung der an der Traumbildung beteiligten Prozesse. Das Konzept des psychischen Apparats sollte für den Rest seines psychoanalytischen Schaffens leitend werden und wurde von ihm beständig weiterentwickelt.[10] Nicht zuletzt aus diesem Grund gilt Die Traumdeutung als Grundlagenwerk der Psychoanalyse. Ferner vertieft Freud im Zuge der Erläuterung des psychischen Apparats verschiedene Aspekte und von ihm angenommene Prozesse, so z. B. die Bedeutung des Tagesrestes für die Entstehung des Traumes, also die Anregungen der Traumbilder durch die aktuellen Erinnerungsspuren, sowie die Bedeutung der sekundären Bearbeitung.
- Der achte Abschnitt besteht aus dem umfangreichen Literaturverzeichnis.

## Wirkung
Es ist unumstritten, dass Freuds Traumdeutung wesentliche Impulse für die Entwicklung des Menschen- und Weltbilds des 20. Jahrhunderts in fast allen Bereichen der westlichen Kultur gegeben hat. Das anfänglich stark abgelehnte Werk ist inzwischen in über 20 Sprachen erschienen: neben den zentralen europäischen Sprachen auch in Arabisch, Chinesisch, Hebräisch, Japanisch, Koreanisch, Russisch, Türkisch und Urdu. Besonders zu erwähnen sind die Auswirkungen auf die Psychologie, die Literatur und die Philosophie. Einen starken Einfluss übte das Werk auch auf die bildende Kunst aus, insbesondere auf die Bilder der Surrealisten.
Es konnten mittlerweile anhand neuropsychologischer Untersuchungen neurologisch fundierte Belege für die Gültigkeit der These, wonach Träume Wunscherfüllungen sind, erbracht werden.

## Kritik
Einige der Thesen, die Freud in der Traumdeutung aufstellte, werden auch kritisch gesehen. Besonders der Fokus der Analyse auf verdrängte, negativ bewertete Wünsche und die einseitige Betonung der – oftmals in der Kindheit angelegten – sexuellen Bedürfnisse als Ursache von Traumsujets sind aus der Perspektive der Analytischen Psychologie Carl Gustav Jungs Gegenstand kritischer Auseinandersetzungen.